# Ochotnyj rjad (stanice metra v Moskvě)
Ochotnyj rjad (rusky Охотный ряд) je jedna ze stanic Moskevského metra. Nachází se na nejstarším, prvním, úseku Sokolničeské linky. Otevřena byla 15. května 1935.

## Historie stanice
Stanice se nachází v jihovýchodní části centra města, pod místem, kde se nacházely pravoslavné kostely a hřbitovy. Ty byly během stavby stanice odstraněny.
Stanice je konstruována jako mělce založená, jen 8 m pod povrchem země. Postavena byla tak, že její stěny vznikly na povrchu a poté byly spuštěny do výkopu. Díky tomu se ušetřilo místo, kterého moc nebylo; v okolí se nachází budova Dumy a v době výstavby zde stál také i Hotel Moskva. Složité podmínky byly také v podzemí; místem kde se měl nacházet výkop procházelo velké množství různých vodovodních vedení. Při stavbě navíc došlo k neštěstí, když nashromážděná dešťová voda prolomila jednu nově vzniklou klenbu a zaplavila staveniště. Výstavba sice byla zastavena, nikdo však nebyl zraněn a po nějaké době se práce vrátily do původního stavu.
Ochotnyj rjad se otevřel veřejnosti 15. května roku 1935. O dalších devět let později, roku 1944 byl pomocí eskalátorů napojena na sousední stanici, Těatralnou. Odstraněno muselo být i původní lampové osvětlení, které nahradilo zavěšené. Vzhledem k přetížení jediné tehdy existující přestupní chodby byla nakonec v roce 1974 otevřena ještě druhá, a tak se rozdělil proud cestujících. O dalších 30 let později proběhly rozsáhlé rekonstrukční práce, díky nim se například vyměnilo osvětlení, a některé stěny byly obnoveny do původního stavu.

## Konstrukce stanice
Původně byl Ochotnyj rjad plánovaný jako dvojlodní stanice, podobná těm, co se nacházejí v Londýnském metru. Lazar Kaganovič, který tehdy vedl celý projekt metra se však rozhodl její konstrukci změnit na trojlodní.
Stanice má dva výstupy, jeden na každém konci nástupiště. Jižní vestibul byl umístěn v prvním podlaží Hotelu Moskva a severní, který je společný i pro stanici Těatralnaja se nachází na rohu ulic Tverskaja a Ochotnyj rjad. Přestupní chodby vycházejí z prostředku střední lodi stanice pod její úroveň.
Obklad stanice tvoří mramor původem z Itálie (sloupy), je to jediná ze stanic v celé síti metra, kde se nachází dovezený materiál (výjimkou je samozřejmě stanice Pražskaja), dále také keramické dlaždice (stěny za nástupištěm).

## Název stanice
Ochotnyj rjad byl přejmenováván snad nejvíce ze všech stanic v Moskevském metru. Jeho projektový název zněl Ochotnorjadskaja, otevřen byl ale pod názvem současným. Mezi 25. listopadem 1955 a rokem 1957 nesl název Imeni Kaganoviča podle Lazara Kaganoviče, který stavbu prvního úseku metra vedl. 30. listopadu 1961 se název stanice znovu změnil, nově na Prospekt Marksa (dodnes je ve stanici umístěna mozaika se portrétem Karla Marxe). Originální a současný název byl opět obnoven 5. června 1990.